# Чепато
Чепато је насеље у Италији у округу Пиза, региону Тоскана.
Према процени из 2011. у насељу је живело 104 становника. Насеље се налази на надморској висини од 247 м.